# Pelexia weberbaueri
Pelexia weberbaueri är en orkidéart som först beskrevs av Friedrich Fritz Wilhelm Ludwig Kraenzlin, och fick sitt nu gällande namn av Rudolf Schlechter. Pelexia weberbaueri ingår i släktet Pelexia och familjen orkidéer. Inga underarter finns listade i Catalogue of Life.